# Pidonia seorsa
Pidonia seorsa là một loài bọ cánh cứng trong họ Cerambycidae.